# Ерос
Ерос (грч. Έρως) у грчкој митологији првобитно је примордијални бог стварања и живота, једно од првонасталих бића, а касније се спомиње као син Афродите и Ареса и бог љубави, страсти и сексуалне пожуде. Пандан млађег Ероса у римској митологији је Купидон.

## Примордијални Ерос
Ерос је био примордијални бог стварања, који се сам створио на почетку времена. Представљао је покретачку силу новог живота на почетку. Орфичари су га назвали Фан, примордијално биће које се излегло из светског јајета. Такође је једнак Тесиди („стварање“) и Фусиди („природа“).

## Млађи Ерос
На сликама и фрескама млађи Ерос је приказиван као млади дечак са крилима и са увек спремним луком и стрелама, које је одапињао у срца смртника или богова. Постојале су две врсте Еросових стрела:
- Златне са голубијим перима – стреле љубави
- Сиве са совиним перјем – стреле неодређености

Сапфа, велика Грчка песникиња, описивала га је као особу која је била окрутна према својим жртвама, али истовремено и као прелепог заводљивог младића.
Римљани су га звали пожудом - Купидон (лат. Cupido = пожуда), и био је симбол живота после смрти, па су његовим ликом осликавали саркофаге.
Ерос је у почетку називан још као и Еротес (множина грчке речи ерос) што је описивало све радње које су у себи садржавале љубав и пожуду, хетеросексуалност и хомосексуалност, а називали су га и Елеутхериос = ослободитељ.

## Култ и приказ
Ерос се појављује у древним грчким изворима под неколико различитих маски. У најранијим изворима (космогоније, најранији филозофи и текстови који се односе на мистериозне религије), он је један од исконских богова укључених у настанак космоса. У каснијим изворима, међутим, Ерос је представљен као Афродитин син, чије несташне интервенције у стварима богова и смртника изазивају стварање љубавних веза, често недозвољених. На крају крајева, у каснијим сатиричним песницима он је представљен као дете са повезом на очима, претеча буцмастог ренесансног Купидона, док је у раној грчкој поезији и уметности Ерос приказан као млад одрасли мушкарац који оличава сексуалну моћ, и дубок уметник.
У преткласичној Грчкој постојао је култ Ероса, али је био много мање важан од Афродитиног. Међутим, у касној антици, Ерос је био обожаван култом плодности у Теспији. У Атини је делио веома популаран култ са Афродитом, а четврти дан сваког месеца му је био свет (који су делили и Херакле, Хермес и Афродита).
Ерос је био један од Ерота, заједно са другим фигурама као што су Химерос и Потос, који се понекад сматрају покровитељима хомосексуалне љубави између мушкараца. Ерос је такође део тријаде богова који су играли улоге у хомоеротским везама, заједно са Хераклом и Хермесом, који су мушким љубавницима давали квалитете лепоте (и оданости), снаге и елоквенције.
Теспијци су славили Еротидију (стгрч. Ἐρωτίδεια) што значи празнике Ероса.

## Митологија

### Рођење
Постоји више митова о рођењу Ероса.
Хесиод у „Теогонији“ наводи да су из примордијалног Хаоса изашли Геја (Мајка земља), Тартар (подземни свет) и Ерос, најлепши од богова, који влада мислима и одлукама људи и богова. Према томе, Ерос је био један од основних принципа у стварању света – због тога што је представљао уједињујућу моћ љубави, која је донела ред и мир међу сукобљене елементе од којих се састојао Хаос. Сличне приче о његовом рођењу дају Аристотел и Орфичари, који га описују као првог бога, који се излегао из светског јајета. Паусанија је сматрао да Ерос нема родитеље.
Према Аристофановој драми „Птице“ (око 414. п. н. е.), Ерос се појавио четврти из јајета које је излегла Никта (Ноћ), која је затруднела са Еребом (Тама). У Елеузинским мистеријама обожаван је као Протоген, прворођени.
Платон у „Гозби“ говори да су његови родитељи Порос и Пенија, који су га зачели на гозби поводом Афродитиног рођендана. Он такође каже да је Ерос Афродитин пратилац и помоћник.
Верује се да је Ерос одговоран за спајање Урана и Геје – неба и земље.
У каснијим митолошким причама Ерос је Афродитино и Аресово дете, а Хесиод у Теогонији пише да је он Афродитин помоћник, а не и њен син. Понегде се он помиње као Зефиров и Иридин син.

### Живот
Поред мита у коме је Ерос син Ареса и Афродите, постоји и мит по коме га је Зевс одмах по рођењу хтео убити, али га је Афродита сакрила од Зевса у дубоку шуму и поверила на чување дивљим лавицама. Кад је Ерос одрастао, вратио се на Олимп где су му богови приредили добродошлицу. По том миту Ерос је имао брата Антероса или „Противљубав“.

#### Ерос и Психа
Афродита је, угледавши прелепу смртницу Психу, била љубоморна на њу због њене лепоте, па је заповедила Еросу да је погоди у срце, не би ли се она заљубила у најружнијег човека на свету.
Ерос је прихватио заповест своје мајке, али када је он видео Психу, сам се одмах у њу заљубио и сваке ноћи је посећивао. Долазећи код ње, тражио је да угаси светиљку, како га не би видела. После извесног времена Психа се заљубила у њега, мада није знала ни како изгледа, а ни ко је.
Једне вечери је одлучила да напокон сазна ко је и да га види, па је, када је Ерос заспао код ње, упалила светиљку. Капља уља је канула са светиљке и пробудила Ероса, који је одмах одлетео и неко време је безуспешно покушавао да јој пронађе љубавника.
На крају, Зевс је прихватио њихову љубав и дао им допуштење да се венчају, а Психу је узвисио у божанство.

## Култ
Обожавање Ероса није било распрострањено у раној Грчкој, али се временом раширило. Постојао је култ плодности у Теспији. У Атини је делио веома популаран култ с Афродитом, и био му је посвећен четврти дан сваког месеца.

## Нагон љубави
Ерос је персонификација љубавне страсти и стваралаштва. Према Фројдовој теорији нагона, први из пара пранагона: нагона живота и нагона смрти. Ерос или нагон живота обједињује све нагоне самоодржања индивидуе, с једне, и нагоне одржања врсте или сексуалне нагоне, с друге стране. По Фројду, циљ Ероса је одржање и увећање живота, те је он у основи не само брака и породице, већ сваке социјалне заједнице и културе. Ерос се непрестано меша са нагоном смрти, али је моћна сила која може успешно да се супротстави мржњи, насиљу, окрутности и другим видовима појединачне или масовне деструктивности.

## Ерос у музици
- Хозе Антонио Ботироли Ерос у б-молу Б37 за клавир (1974)[13][14]

## Ерос у уметности
- Бобин са Еросом; 470–450 пне; црвенофигурална керамика; висина: 2,6 cm, пречник: 11,8 cm; Лувре
- Хидрија Ероса између Посејдона, Амимоне и Сатира; 375-350. п. н. е.; црвенофигурална керамика; Национални археолошки музеј, Атина
- Плоча са Еросом; 340–320. п. н. е.; црвенофигурална теракота; 5 × 24,4 cm; Музеј уметности Волтерс (Балтимор, САД)
- Статуа Ероса који спава; 3–2 век пне; бронза; 41,9 × 35,6 × 85,2 cm, 124,7 kg, висина са базом: 45,7 cm; Метрополитенски музеј уметности (Њујорк)
- Фигура Ероса без крила; 20–60; ливени бронзани и сребрни уложак; 17,2 × 9,5 × 6,8 cm; Музеј уметности Волтерс
- Ерос натеже свој лук, римска копија из Капитолијског музеја грчког оригинала Лизипа; 2. век; мермер; висина: 123nbsp;cm; Капитолски музеј (Рим)
- Победа Ероса; од Анђелика Кауфман; 1750–1775; уље на платну; Метрополитен музеј уметности
- Психа оживљена Купидоновим пољупцем; Антонио Канова; око 1787–1793; мермер; висина: 1,55 m, ширина: 1,69 m, дубина: 1,01 m; Лувре
- Девојка која се брани од Ероса; од Вилијам Адолф Бугро; око 1880; Гети центер (Лос Анђелес, САД)